# Radiòmetre

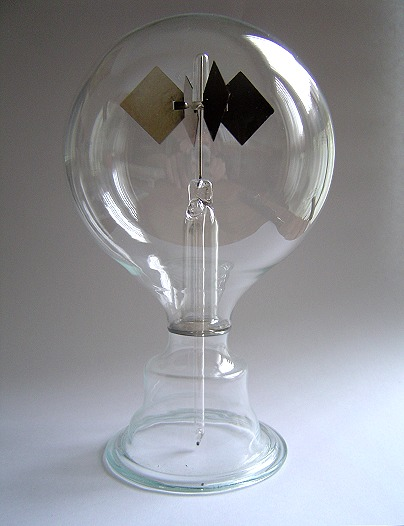
Un exemple de radiòmetre: el radiòmetre de Crookes

Un radiòmetre és un aparell per a mesurar el flux radiant o la radiació electromagnètica. Generalment, el terme radiòmetre denota un detector de la radiació infraroja, encara que això inclou els detectors que operen en qualsevol longitud d'ona electromagnètica.
Un exemple comú és el radiòmetre de Crookes, en què hi ha un rotor en un buit parcial. El radiòmetre de Nichols segueix un altre principi físic i és més sensible que el de Crookes.
Un radiòmetre de microones treballa en la longitud d'ona de les microones.
El radiòmetre MEMS, inventat per Patrick Jankowiak, pot treballar sota els principis físics de Nichols o Crookes i sota un ampli espectre de longituds d'ona a nivells d'energia de partícules.